# Pineus harukawai
Pineus harukawai är en insektsart. Pineus harukawai ingår i släktet Pineus och familjen barrlöss. Inga underarter finns listade i Catalogue of Life.